# 小胞小管クラスター

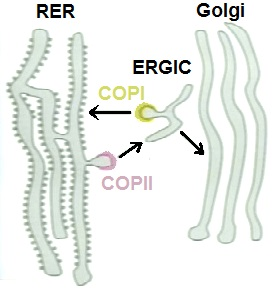
ERGICは分泌経路上の粗面小胞体とゴルジの間にある。

小胞小管クラスター（しょうほうしょうかんクラスター、英: Vesicular-tubular cluster、略称: VTC）または小胞体-ゴルジ体中間区画（英: ER-Golgi intermediate compartment、略称: ERGIC）は、真核細胞中の細胞小器官（オルガネラ）である。この区画は小胞体（ER）とゴルジ複合体との間の物質輸送を媒介し、積荷の仕分けを手助けしている。1988年にERGIC-53と命名されたタンパク質に対する抗体を用いて最初に同定された。
ほ乳類では、小胞体の出口部位（exit site）から出芽したCOPII小胞が被覆を失い、融合して小胞小管クラスター（VTC）が形成される。COPI小胞における回収（または逆行性）輸送は失われた小胞体タンパク質の多くを小胞体へと戻す。前方（または順行性）輸送はVTC内容物をシス・ゴルジ網（ゴルジ複合体の受け取り面）へと移動させる。この過程は2つの過程の1つによって起こると考えられている。1つは槽成熟（cisternal maturation）と呼ばれる、VTCが単純にシス・ゴルジ網へと成熟する過程である。もう1つの過程では、COPI小胞輸送が微小管に沿ったVTCの移動を介してVTC材料をゴルジ装置の受け取り面へと移す。両方の過程について証拠が存在し、細胞中では両方の過程が同時に起こっているのかもしれない。